# Oligofág
Az oligofág görög eredetű szó,

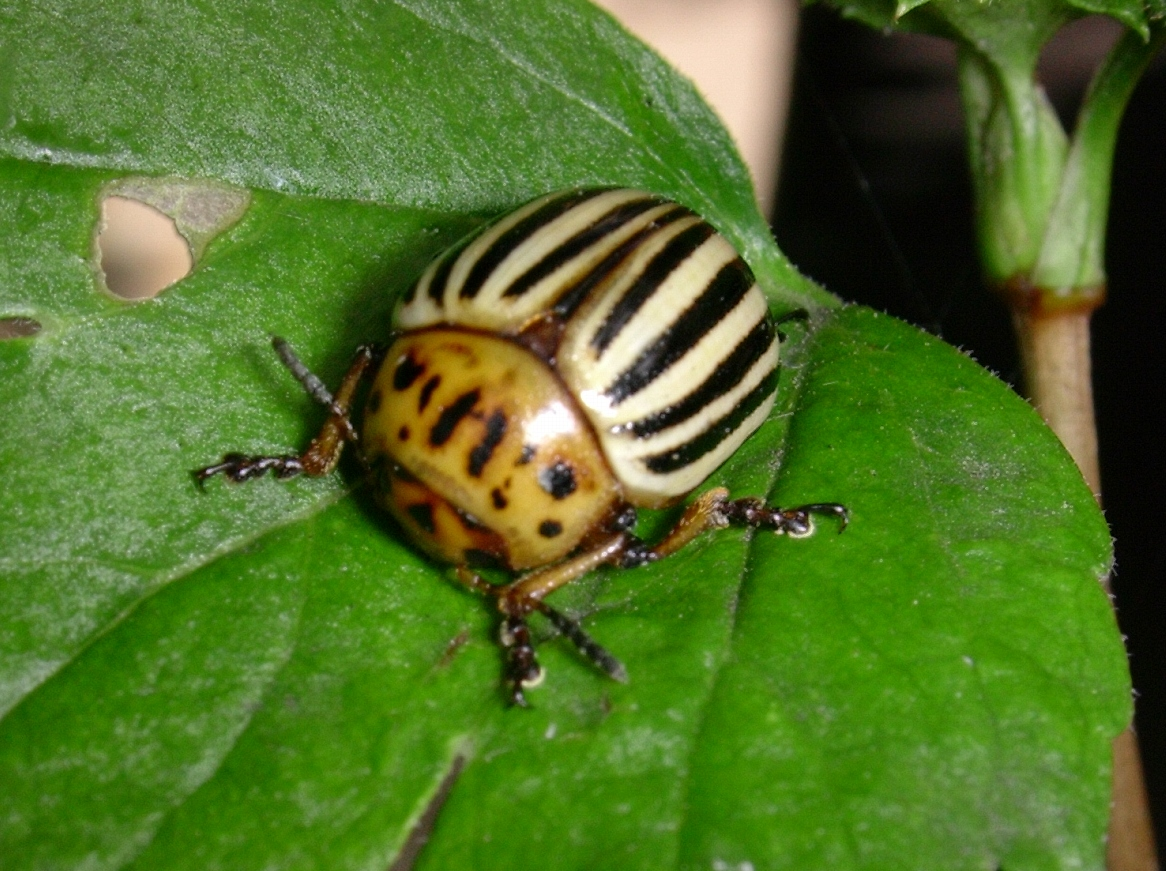
Burgonyabogár

jelentései csak néhány, meghatározott táplálékot fogyasztó élőlény, vagy több gazdaszervezeten élősködő állat.
Az oligofág kártevők olyan állati vagy növényi szervezetek, melyek táplálkozása meghatározott növényfajokhoz vagy szűkebb csoporthoz kötöttek.

## Oligofág fajok
- burgonyabogár Valamennyi tápnövénye a burgonyafélék családjába tartozik. A burgonya és a padlizsán tekinthető teljes értékű tápnövényének, a paradicsomon főleg a kifejlett bogarak, a paprikán az idősebb lárvák táplálkoznak.[5]
- selyemfényű puszpángmoly Több különböző bukszus fajt fogyaszt. Magyarországon kizárólag az örökzöld puszpánggal táplálkozik.[6][7]

- nyugati dióburok-fúrólégy Dióféléken él, de őszibarackon is előfordulhat.[8]
- fűzszövő tavaszimoly Hernyója főként fűzfajokon, de gyümölcsfákon is él.[9]
- répaaknázó moly Cukor-, takarmány- és céklarépa, valamint vadon élő répák képezik a táplálékát.[10]
- nagy nyárlevelész  Fiatal fűz- és nyárfák egyik legnagyobb károsítója.[11]
- kőrisbogár Fő gazdanövénye a kőris, de eszi az orgonát és a fagyalt is.[12]
- kis nyárfacincér Fő tápnövénye a nyárfák és a juharok.[12]
- tollas púposszövő Főként a juharfák károsítója.[12]
- babzsizsik Fő tápnövénye a bab, de fogyasztja és kifejlődik a lóbabban, a borsóban, a lencsében, a szójában, a lednekben, a csicseriborsóban és a csillagfürtben is.[13]
- borsózsizsik Fő tápnövénye a borsó, de előfordul csicseriborsón, szegletes ledneken, csillagfürtön is.[14]
- rizszsizsik Tápnövényei a rizs mellett a búza, árpa, kukorica, köles, zab és a napraforgómag.[14]
- raktári gabonamoly A búzát és a rozsot kedveli legjobban.[14]
- amerikai szőlőkabóca Szőlőfajokon oligofág.[15][16]
- eupithecia expallidata Fogyasztott növények a közönséges aranyvessző, jakabnapi aggófű, berki aggófű.[17]
- vöröshereszár-cickányormányos Fő tápnövénye a réti here, de a vad- és a termesztett herefajokat is fogyasztja.[18]
- lucernapoloska A lucernán és a pillangósvirágúakon oligofág.[19]
- nagy repcebolha Különböző repcefajokon élősködik. (Pl.: olajrepce, káposztarepce.)[20][21][22]
- zygaena brizae brizae Tápnövényei a mezei aszat, gyapjas aszat és a szamárbogáncs.[23]
- földibolha Legfőbb gazdanövények a ternye, kleopátra tűje, sarkantyúka virágágyi dísznövények.[24]